# Juan Diego (acteur)
Juan Diego Ruiz Moreno (Bormujos, 14 december 1942 – Madrid, 28 april 2022) was een Spaans acteur. Voor zijn rol in Vete de mí ontving hij de Premio Goya voor beste acteur en de Zilveren Schelp. Voor zijn rollen in El rey pasmado en París Tombuctú ontving hij de Premio Goya voor beste bijrol.
Hij overleed op 28 april 2022 op 79-jarige leeftijd.

## Filmografie (selectie)
- 1970 - Dramma della gelosia
- 1989 - La noche oscura
- 1992 - Jamón Jamón
- 1999 - Entre las piernas
- 2000 - You're the one (una historia de entonces)
- 2003 - Torremolinos 73
- 2004 - El séptimo día
- 2006 - Vete de mí
- 2010 - Lope
- 2016 - No sé decir adiós
- 2017 - Oro